# Liste der Baudenkmäler in Augsburg-Bärenkeller
In der Liste der Baudenkmäler im Bärenkeller sind die Baudenkmäler im Augsburger Stadtbezirk Bärenkeller im
gleichnamigen Planungsraum Bärenkeller
(III)
aufgelistet. Zu diesen Baudenkmälern gibt es auch eine Bildersammlung.
Diese Liste ist eine Teilliste der Liste der Baudenkmäler in Augsburg. Grundlage der Liste ist die Bayerische Denkmalliste, die auf Basis des bayerischen Denkmalschutzgesetzes vom 1. Oktober 1973 erstmals erstellt wurde und seither durch das Bayerische Landesamt für Denkmalpflege geführt und aktualisiert wird. Die folgenden Angaben ersetzen nicht die rechtsverbindliche Auskunft der Denkmalschutzbehörde.

## Einzelbauwerke
| Lage                      | Objekt                           | Beschreibung                                                                                          | Akten-Nr.               | Bild           |
| ------------------------- | -------------------------------- | --- | ----------------------- | -------------- |
| Bärenstraße 22 (Standort) | Katholische Bruder-Konrad-Kirche | Saalbau mit eingezogenem Chor und nördlichem Zeltdachturm, von Michael Kurz, 1936/37, mit Ausstattung | D-7-61-000-116 Wikidata | weitere Bilder |